# Brouwerij Laško

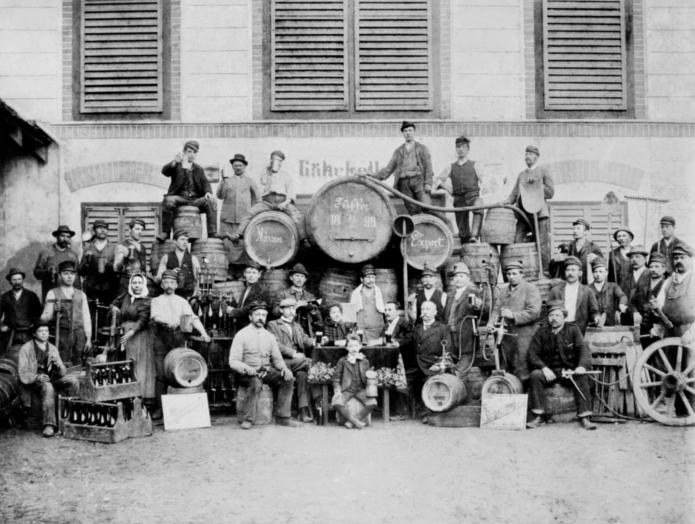
Brouwerij Laško onder bewind van Simon Kukec in 1898

Brouwerij Laško (Sloveens: Pivovarna Laško) is de grootste bierbrouwerij van Slovenië, gevestigd in de Sloveense gemeente Laško. Op de internationale markt is het bedrijf in 33 landen aanwezig onder de volgende merknamen: Laško (pilsener), Bandidos (mixdrank met bier), Export Pils, Oda (bronwater) en iC Cider. De totale bierverkoop besloeg in 2009 978.833 hl. De omzet van het bedrijf is voor 80% afkomstig uit het eigen land.

## Geschiedenis
De wortels van de huidige brouwerij dateren volgens de overlevering uit 1825, toen Franz Geyer, een lokale bakker, begon met het brouwen van bier. Aanvankelijk deed Geyer dit slechts voor eigen consumptie, maar gaandeweg groeide het project uit tot een succesvol bedrijf. Ondanks het succes van het bedrijf werden de activiteiten echter in de jaren 1920 abrupt een halt toegeroepen. Concurrent Union, de bierbrouwerij van Ljubljana, was erin geslaagd een meerderheidsbelang in het bedrijf te krijgen, door in het geheim aandelen van de brouwerij van Laško te kopen. Zodra dit gelukt was, werden de deuren van de oorspronkelijke brouwerij Laško voorgoed door Union gesloten. Soortgelijke tactieken paste Union overigens ook bij de andere Sloveense brouwers toe. Verschillende inwoners van Laško lieten het er echter niet bij zitten, en probeerden opnieuw een brouwerij van de grond te krijgen. Dit lukte uiteindelijk in 1938. De in dat jaar opgerichte brouwerij groeide uit tot de brouwerij zoals we die nu kennen. Later werd de Ljubljaanse concurrent Union door Laško overgenomen.

## Overname door Heineken
In 2015 werd brouwerij Laško overgenomen door Heineken. In eerste instantie nam Heineken een meerderheidsparticipatie van 51,1% voor een bedrag van 114 miljoen euro. Als dit goedgekeurd is door de toezichthouders, is Heineken verplicht een bod te doen op de overige aandelen.